# Confédération Interalliée des Sous-Officiers de Réserve
La Confédération Interalliée des Sous-Officiers de Réserve (Confédération Interalliée il Sous-Ufficiali de Réserve, CISOR), fino al 2013 denominata Associazione Européenne des Sous-Ufficiali de Réserve (AESOR), è l'organizzazione che riuniva, sino al 2013, tutte le associazioni europee dei sottufficiali della riserva sia nazionali che della NATO e non. Il CISOR ha attualmente con 14 paesi partecipanti, sotto la presidenza della Svizzera, ha allargato i suoi obiettivi non solo all'Europa ma a tutti i paesi che ne condividono finalità e scopi. L'organizzazione non-profit è stata fondata il 1º giugno 1963 a Tolone.
L'associazione ha cambiato il suo nome su 22 febbraio 2013 con il consenso unanime dei paesi membri. Il nome assunto è Confédération Interalliée des Sous-Officiers de Réserve (CISOR).

## Storia
Anche prima della seconda guerra mondiale ci sono stati numerosi contatti delle associazioni ufficiali della riserva di Belgio, Francia e Paesi Bassi, che, dopo la fine della guerra nel 1945. Hanno portato al primo Congresso e l'istituzione formale, il 20 novembre 1948, della „Confédération des Officials de Réserve Interalliée“ (CIOR) il 20 novembre 1948 a Bruxelles. A poco a poco sono seguiti: Lussemburgo (1952), Danimarca (1956), Grecia (1956), Stati Uniti (1958), Italia (1960), Germania (1961), Regno Unito (1963), Canada (1964), Norvegia (1966) e in Spagna (1992).
Il CISOR che ora ha sostituito l'AESOR, nato come già detto il 1º giugno 1963 su iniziativa della Federazione Nationale des Associations di Sous-Ufficiali de Réserve (FNASOR) nella base navale di Tolone e i sottufficiali provenienti da Belgio, il Lussemburgo, la Repubblica federale di Germania, Svizzera e Francia ne ratificarono la Carta costitutiva. 
Nel 1990, il Presidente della AESOR era sergente maggiore della riserva tedesca Klaus Günnewig. Con una solenne cerimonia consegnò il comando della riserva a Michael Warfolomeow che, dopo due anni di successi alla guida della dell'AESOR, il 24 marzo 2004 nel cortile del palazzo di Sigmaringen consegno la presidenza al suo successore, lo svizzero Alfons Caldario.
Dopo la Presidenza dell'Austria per il biennio 2006–2008, la Presidenza (dell'allora AESOR) passò all'Italia (2008–2010) sotto la direzione del Maresciallo Magg. "A" Arturo Malagutti (attualmente Presidente onorario del CISOR). Il passaggio delle consegne avvenne nella città simbolo di Trieste, nella magnifica piazza Unità d'Italia, alla presenza delle autorità civili e militari. 
Warfolomeow da quel momento rimase tedesco vicepresidente e capo della delegazione tedesca e ha consegnato la sua posizione nel 2005 al sergente maggiore della riserva Frank Ochel Geslau. Il 1º dicembre 2013 la vicepresidenza tedesca del CISOR da Frank Ochel è passata a Oliver Bindi, a Wiesbaden.
I riservisti tedeschi hanno vinto il confronto 2011 del CIOR a Varsavia. Le gare militari internazionali organizzate dall'AESOR di 6 a 10 luglio 2011 a Toledo hanno vinto la Coppa degli ufficiali di riserva tedesche. Gli agenti stavano viaggiando a metà giugno del 2013, a seguito della Draguignan francese e gli ufficiali, sottufficiali e alla fine nel luglio 2013 congiuntamente dalla città ceca di Brno per difendere il titolo. Una settimana di formazione 1 a 7 aprile 2013 nel castello di montone è stata la prima qualificazione per esso.
Per quanto riguarda la nuova organizzazione team di incontri dedicati hanno avuto luogo dal 12 a 14 aprile 2013 presso l'Accademia della Bundeswehr, per l'informazione e la comunicazione invece in Strausberg si è tenuto un seminario di preparazione. IL vicepresidente Frank Ochel. Ha detto: „Ci stiamo muovendo verso la NATO. Quello che portiamo al nostro modo di definire te stesso.”
Dal 18 a 19 ottobre 2013 una delegazione tedesca ha partecipato al Comitato Centrale CISOR di Tolosa. L'evento si è tenuto al Palais Niel. Un seminario della delegazione tedesca si è svolto dal 29 novembre al 1º dicembre nei locali della Fondazione Theodor Heuss in Gummersbach. Il tema di questa sessione è stato il Congresso CIOR del 4 all'8 agosto 2014 a Fulda.
In una decisione unanime del Comité Central, i Paesi Bassi erano il 22 febbraio 2014 membro a pieno titolo CISOR a Nantes.

## Struttura
CISOR è politicamente indipendente. L'organizzazione rappresenta gli interessi della riserva dal 1963. Conventio o Congressi sono tenute negli anni pari le delegazioni nazionali sono rappresentate da un vice-presidente CISOR, che è anche il capo della delegazione e la delegazione può avere fino a cinque membri inseriti nelle commissioni.

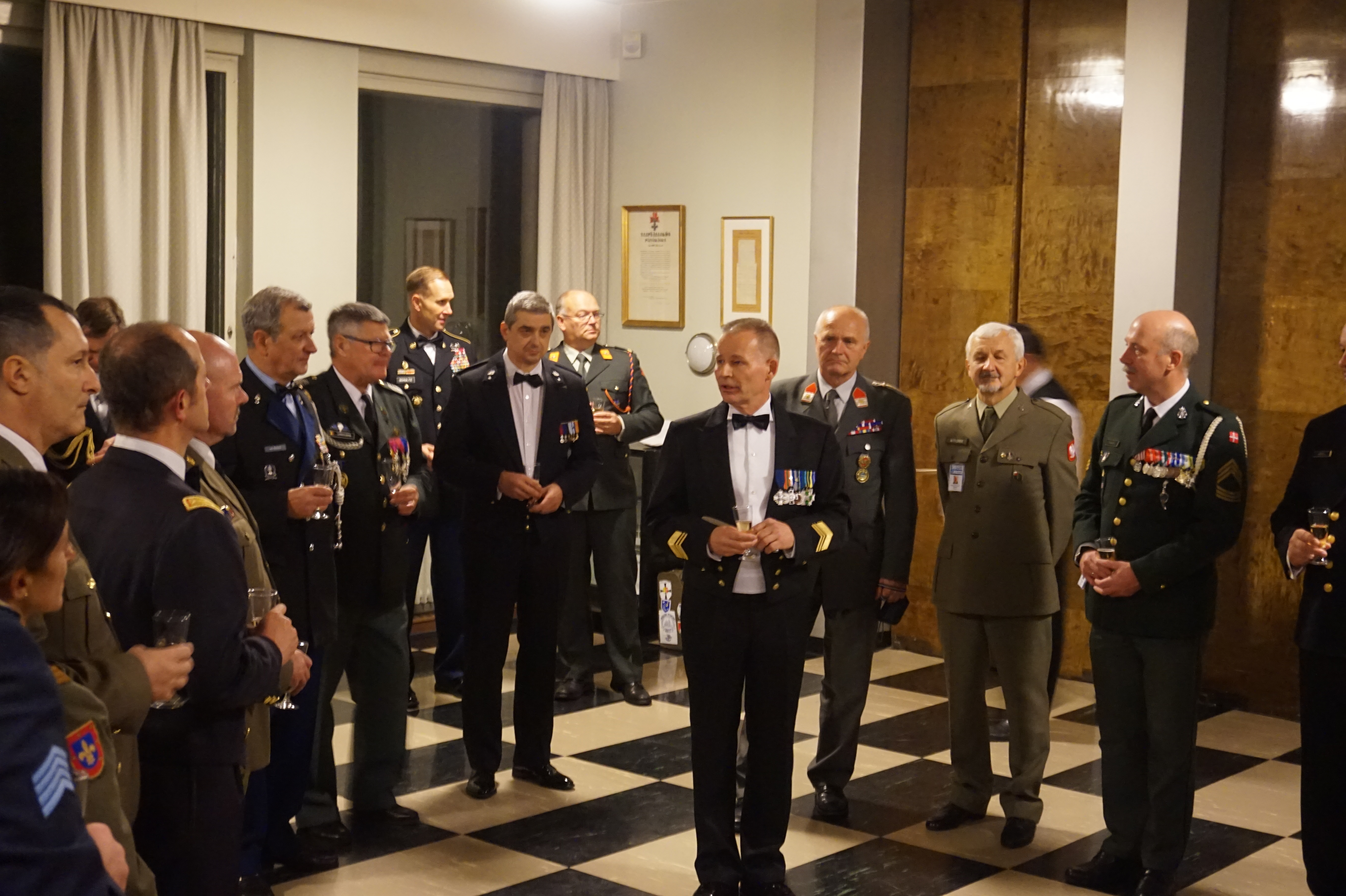
Il Presidente del CISOR Ilpo Pohjola (centro) al congresso di Helsinki, 2016.

## Oggi
L'associazione comprende i Sottufficiali della riserva dei seguenti paesi: Belgio, Danimarca, Finlandia, Francia, Italia, Lussemburgo, Paesi Bassi, Austria, Polonia, Svizzera, Slovenia, Spagna e la Repubblica federale di Germania, così come in Canada come nazione alleata. Portogallo e Regno Unito dal 2006 partecipano in qualità di osservatori.
Ogni nazione deve avere per due anni la Presidenza del CISOR e partecipa con un proprio ufficio di presidenza e con le proprie commissioni; organizza un congresso nell'anno pari un anno e l'anno successivo le competizioni sportive.
| No. | Nome                                      | Paese       | Inizio | Termine |
| --- | ----------------------------------------- | ----------- | ------ | ------- |
| 1   | Sergent Abbé Henri Pistre (1900–1981)     | Francia     | 1963   | 1965    |
| 2   | Adjudant Henri Leclercq                   | Belgio      | 1966   | 1968    |
| 3   | Oberbootsmann d.R. Siegfried Hermann      | Germania    | 1968   | 1969    |
| 4   | Adj Uof Emile Fillettaz                   | Svizzera    | 1970   | 1971    |
| 5   | Général Marcel Buffin                     | Francia     | 1972   | 1973    |
| 6   | Vizeleutnant Johann Hechenberger          | Austria     | 1974   | 1975    |
| 7   | Adjudant Pierre van Hove                  | Belgio      | 1976   | 1977    |
| 8   | Oberfeldwebel Werner Frank                | Germania    | 1978   | 1979    |
| 9   | Adj Uof Viktor Bulgheroni                 | Svizzera    | 1980   | 1981    |
| 10  | Vizeleutnant Hermann Loidold              | Austria     | 1982   | 1982    |
| 11  | Vizeleutnant Herbert Simmer               | Austria     | 1983   | 1983    |
| 12  | Sergent-chef Charles de Giafferi          | Francia     | 1984   | 1985    |
| 13  | Adjudant Edward Majois                    | Belgio      | 1986   | 1987    |
| 14  | Hauptfeldwebel Klaus Günnewig (1944–2018) | Germania    | 1988   | 1989    |
| 15  | Adj Uof Robert Nussbaumer                 | Svizzera    | 1990   | 1991    |
| 16  | Maresciallo Gerardo Di Lorenzo            | Italia      | 1992   | 1993    |
| 17  | Vizeleutnant Josef Grünstäudl             | Austria     | 1994   | 1995    |
| 18  | Adjudant Dimitri Pezirianoglou            | Francia     | 1996   | 1997    |
| 19  | Adjutant Nico C. Frerichs                 | Paesi Bassi | 1998   | 1999    |
| 20  | Adjudant André Vallée                     | Belgio      | 2000   | 2001    |
| 21  | Hauptbootsmann Michael Warfolomeow        | Germania    | 2002   | 2003    |
| 22  | Adj Uof Alfons Cadario (1940–2016)        | Svizzera    | 2004   | 2005    |
| 23  | Vizeleutnant Franz Hitzl                  | Austria     | 2006   | 2007    |
| 24  | Arturo Malagutti                          | Italia      | 2008   | 2010    |
| 25  | Luis Messeguer                            | Spagna      | 2010   | 2011    |
| 26  | Sgt. Miguel Núñez                         | Spagna      | 2012   | 2012    |
| 27  | Maître Principal Philippe Cogan           | Francia     | 2012   | 2014    |
| 28  | Tomaž Lavtižar                            | Slovenia    | 2014   | 2016    |
| 29  | Ilpo Pohjola                              | Finlandia   | 2016   | 2018    |
| 30  | Michel d'Alessandro                       | Belgio      | 2018   | 2020    |
| 31  | Germain Beucler                           | Svizzera    | 2020   | 2022    |

## Compiti
Il CISOR vuole dare un contributo significativo nel rafforzamento dell'alleanza e contribuire all'ulteriore sviluppo delle politiche per la sicurezza dei paesi d'origine. Il CISOR promuove e organizza seminari ed incontri per l'istruzione e la formazione, dei Sottufficiali della riserva internazionale.
Compito del CISOR è quello di diffondere, coinvolgendo tutto il personale militare, a rafforzare la reputazione dei Sottufficiali e darne un'immagine positiva.

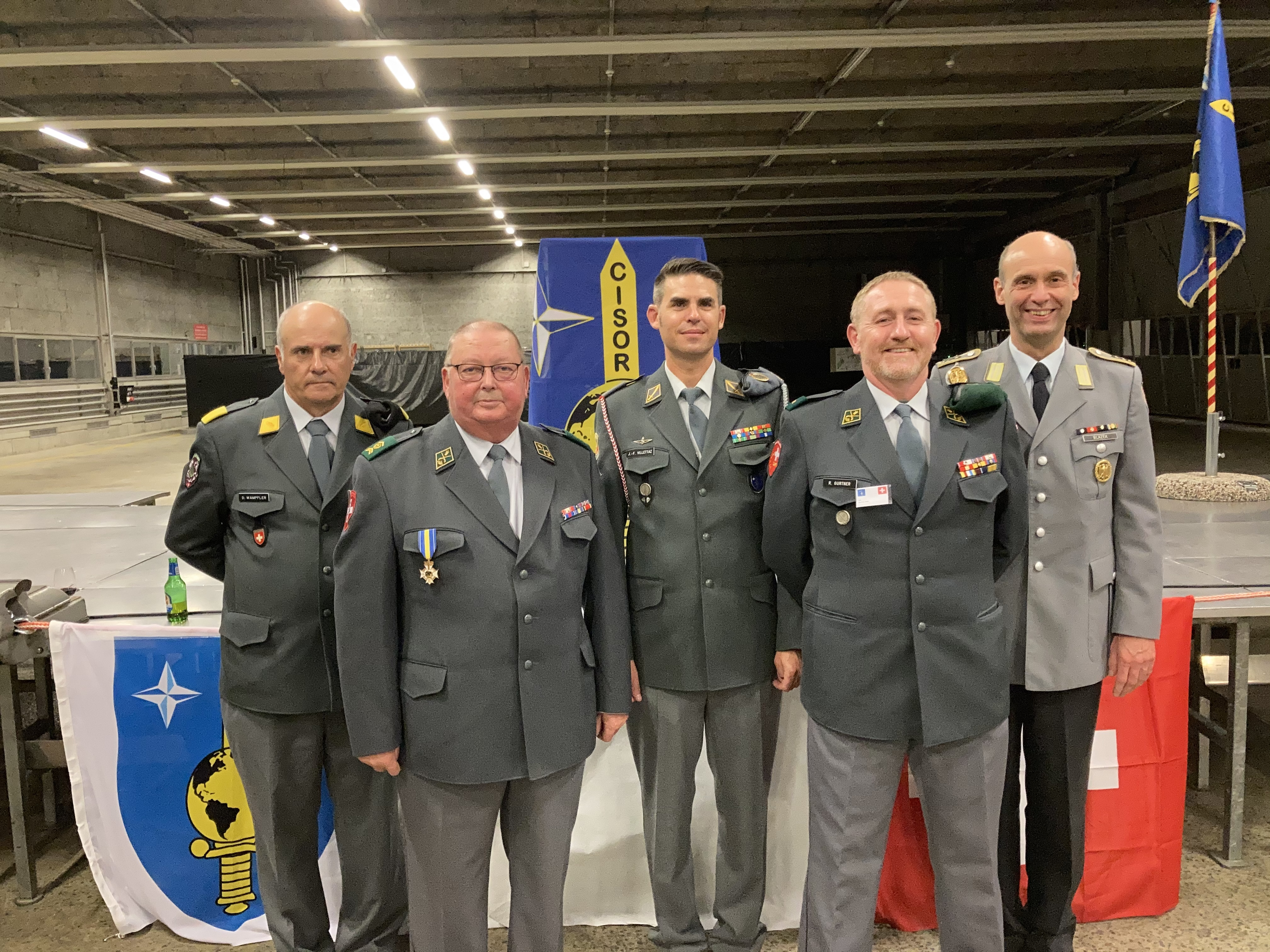
Il team della presidenza il 23 ottobre 2021 a Thun (da sinistra): Daniel Wampfler, il presidente Germain Beucler, il vicepresidente Jean-François Villettaz, Rolf Gurtner, il segretario generale Matthias Blazek.

L'attuale Statuto prevede che, assieme alle autorità civili e militari, nazionali e internazionali, il CISOR contribuisca alla creazione di un sistema di difesa internazionale atto a garantire la libertà nel mondo. Questi sono gli attuali obiettivi:
a) partecipare alla stesura di uno Statuto internazionale comune a tutti i riservisti.
b) migliorare le capacità militari di tutti i membri, sia teoricamente che praticamente, per sviluppare una difesa sicura e costante.
Insieme ai suoi partner, compagni e amici provenienti dai paesi europei e limitrofi nel corso degli anni dispari i Sottufficiali della riserva CISOR parteciperanno alle competizioni che lo stesso organizzerà.
Un livello particolarmente elevato sportivo è molto apprezzato nelle forze armate.
Gli atleti Sottufficiali della riserva di tutti gli Stati membri, a squadre nazionali e internazionali, gareggeranno per la vittoria nelle competizioni sportive militari (pentathlon militare).